# Adolf Alexandersson
Adolf Edvin Alexandersson (i riksdagen kallad Alexandersson i Öckerö), född 31 juli 1875 i Öckerö socken, död där 25 januari 1945, var en svensk fiskare och politiker (liberal). 
Adolf Alexandersson, som kom från en fiskarfamilj, bedrev fiske med utgångspunkt i sin fastighet på Bohus-Björkö i Öckerö, där han också var kommunalfullmäktiges ordförande. Han hade framträdande uppdrag i fiskerinäringens organisationer, bland annat som ordförande för Svenska västkustfiskarnas centralförbund 1930–1934. Han hade även förtroendeuppdrag i den lokala missionsrörelsen samt i IOGT.
Han var riksdagsledamot i andra kammaren för Göteborgs och Bohus läns södra valkrets 1920–1921. Som kandidat för Frisinnade landsföreningen tillhörde han dess riksdagsparti Liberala samlingspartiet. I riksdagen var han bland annat ledamot i andra kammarens fjärde tillfälliga utskott 1921. Han engagerade sig särskilt i fiskerinäringens frågor.